# Anisozyga bicetrata
Anisozyga bicetrata är en fjärilsart som beskrevs av Louis Beethoven Prout. Anisozyga bicetrata ingår i släktet Anisozyga och familjen mätare. Inga underarter finns listade i Catalogue of Life.